# Parafia św. Pawła od Krzyża w Wiśle
Parafia Świętego Pawła od Krzyża – rzymskokatolicka parafia znajdująca się w Wiśle, na osiedlu Nowa Osada. Należy do dekanatu Wisła diecezji bielsko-żywieckiej. Jest obsługiwana przez ojców Pasjonistów. W 2005 zamieszkiwało ją ponad 300 katolików.
Parafia jest najmłodszą w mieście, erygowano ją 1 stycznia 1989 r. Kościół parafialny konsekrowano 17 października 1993 r.
Ojcowie pasjoniści opiekują się również kaplicą pw. św. Jadwigi Śląskiej w kompleksie prezydencyjnym na Zadnim Groniu.